# Pásion
Pásion (Pasio) är en ort i Grekland.   Den ligger i prefekturen Nomós Korinthías och regionen Peloponnesos, i den sydöstra delen av landet, 90 km väster om huvudstaden Aten. Pásion ligger 50 meter över havet och antalet invånare är 1 298.
Terrängen runt Pásion är kuperad åt sydväst, men österut är den platt. Havet är nära Pásion åt nordost. Runt Pásion är det ganska tätbefolkat, med 96 invånare per kvadratkilometer. Närmaste större samhälle är Kiáto, 1,8 km öster om Pásion. Trakten runt Pásion består till största delen av jordbruksmark.